# Вільхове (пункт контролю)
48°40′20″ пн. ш. 39°34′18″ сх. д. / 48.67222° пн. ш. 39.57167° сх. д.
Вільхо́ве — пункт контролю через державний кордон України на кордоні з Росією.
Розташований у Луганській області, Станично-Луганський район, в однойменному селищі на станції Вільхова (автошлях місцевого значення). З російського боку розташований пункт контролю роз’їзд Кар’єр 122 км, Тарасовський район, Ростовська область.
Вид пункту пропуску — залізничний. Статус пункту пропуску — міждержавний.
Характер перевезень — пасажирський.
Судячи з відсутності даних про пункт контролю «Вільхове» на сайті МОЗ, очевидно він може здійснювати лише радіологічний, митний та прикордонний контроль.
Пункт контролю «Вільхове» входить до складу митного посту «Луганськ» Луганської митниці.